# Lepithrix forsteri
Lepithrix forsteri är en skalbaggsart som beskrevs av Schein 1959. Lepithrix forsteri ingår i släktet Lepithrix och familjen Melolonthidae. Inga underarter finns listade i Catalogue of Life.